# SuperMemo
SuperMemo – metoda przyswajania wiedzy wykorzystująca wiedzę o zapominaniu oraz pakiet oprogramowania wykorzystujący tę metodę.
Metoda ta umożliwia szybkie uczenie się dzięki specjalnemu systemowi powtarzania materiału, opartemu na stochastycznym modelu pamięci długotrwałej, zawierającym dwa komponenty: dostępność, określającą prawdopodobieństwo wywołania danego śladu pamięciowego, oraz stabilność, odnoszącą się do szybkości zanikania śladów pamięciowych (krzywa zapominania). System ten opiera się na redukcji do minimum efektu przerwy. Według autorów, dana ilość wiedzy może zostać przyswojona w czasie 10-50-krotnie krótszym niż przy zastosowaniu tradycyjnych metod.
SuperMemo jest rozwijane od 1985 r. Autorami modelu teoretycznego, na którym została oparta ta metoda, byli dwaj polscy naukowcy z Akademii Medycznej w Poznaniu: dr Piotr Woźniak (biolog i informatyk) oraz dr Edward Jacek Gorzelańczyk (lekarz i biochemik, obecnie dr hab., profesor UKW w Bydgoszczy). Implementacją i komercyjnym zastosowaniem metody zajął się jednak wyłącznie Piotr Woźniak, do którego dołączył fizyk dr Janusz Murakowski.

## SuperMemo a oprogramowanie
Z metody można korzystać przy użyciu programu komputerowego na systemy Windows, Pocket PC, PalmOS, Android i iOS, można również wykorzystać przeglądarkę internetową. Istnieje także napisana w Javie wersja na telefony komórkowe. Oprogramowanie SuperMemo (w wersji UX) jest darmowe, płatne są gotowe, komercyjne kursy, np. Extreme English.
Kilka innych programów również wykorzystuje algorytm SuperMemo w starszej wersji (SM-2), są to między innymi bezpłatne, otwartoźródłowe Mnemosyne i Anki. Ten ostatni dzięki możliwości dodawania baz danych online, posiada bardzo szeroki asortyment bezpłatnych, wielojęzycznych kursów.

## Wersje oprogramowania SuperMemo dla PC
Po roku 2000 oprogramowanie SuperMemo dla PC ma dwie niezależne od siebie linie:
- linię multimedialną, reprezentowaną przez SuperMemo MSM, następnie SuperMemo UX i powiązane z nimi kursy językowe, rozwijane przez polską firmę SuperMemo World.
- linię profesjonalną, reprezentowaną przez SuperMemo 2000 i późniejsze, którą rozwija twórca metody SuperMemo, Piotr Woźniak

| Wersja | Nazwa handlowa | Rok wydania | System operacyjny | Uwagi |
| ------ | -------------- | ----------- | ----------------- | --- |
| 1.0    | SuperMemo 1    | 1987        | DOS               | Pierwsza komputerowa implementacja algorytmu SuperMemo |
| 2.0    | SuperMemo 2    | 1988        | DOS               | |
| 3.0    | SuperMemo 3    | 1988        | DOS               | |
| 4.0    | SuperMemo 4    | 1989        | DOS               | |
| 5.0    | SuperMemo 5    | 1989        | DOS               | |
| 6.0    | SuperMemo 6    | 1992        | DOS               | Zdobywca wielu nagród, m.in. Software for Europe 1992; opublikowany jako freeware w 1995.                                                                 |
| 7.0    | SuperMemo 7    | 1993        | Windows           | Pierwsza wersja SuperMemo dla Windows, z pierwszymi funkcjami multimedialnymi. Opublikowany jako freeware w 1999.                                         |
| 8.0    | SuperMemo 8    | 1997        | Windows           | |
| 9.0    | SuperMemo 98   | 1998        | Windows           | Opublikowany jako freeware w 2005. |
| 9.5    | SuperMemo 99   | 1999        | Windows           | |
| 10.0   | SuperMemo 2000 | 2000        | Windows           | Pierwsza z wersji skupiona na "Incremental reading", czyli możliwości obróbki tekstów z internetu                                                         |
| 11.0   | SuperMemo 2002 | 2002        | Windows           | Dodano możliwość importu artykułów z Internetu do procesu "Incremental reading" oraz możliwość edycji WYSIWYG                                             |
| 12.0   | SuperMemo 2004 | 2004        | Windows           | Opublikowany jako freeware w 2011. |
| 13.0   | SuperMemo 2006 | 2006        | Windows           | |
| 14.0   | SuperMemo 2008 | 2009        | Windows           | Dodano "incremental video", czyli możliwość nauki w oparciu o filmy z YouTube.                                                                            |
| 15.0   | SuperMemo 15   | 2011        | Windows           | |
| 16.0   | SuperMemo 16   | 2013        | Windows           | Wyeliminowano wiele błędów |
| 17.0   | SuperMemo 17   | 2016        | Windows           | |
| 18.0   | SuperMemo 18   | 2019        | Windows           | Przede wszystkim zmiana algorytmu powtórek "Item difficulty". Dodatkowo wprowadzono możliwość dostosowania elementów interfejsu (np. zmiana kolorystyki). |